# 仁義なきギャル組長
『仁義なきギャル組長』（じんぎなきギャルくみちょう）は、中村啓による日本の推理小説、コメディ。
これまでホラーを描いてきた著者の初となるコメディ作品である。

## ストーリー
ギャル系の女子高生組長が、個性的な組員たちを引き連れ、政府の隠し資金といわれる“Ｍ資金”を強奪する、ユーモアあふれるコメディミステリー。

## 書誌情報
- 中村啓『仁義なきギャル組長』宝島社〈宝島社文庫〉2011年5月12日発売、ISBN 978-4-7966-8306-7

## 舞台版
2023年4月12日から16日にかけて、『舞台「仁義なきギャル組長～ジャーナリスト土門瑛太の“M資金”真相解明ファイル～」』が日本橋劇場にて上演された。全10公演。

### キャスト
- 土門瑛太 - 松本幸大（ジャニーズJr.）[2]
- 金崎龍子 - 諸橋沙夏（=LOVE）[2]
- 鬼頭鉄郎 - 肥後克広（ダチョウ倶楽部）[2]
- 馬場武士 - 石橋保[2]
- 犬養光代 - 田中梨瑚[2]
- 辰見大吾 - 小磯勝弥[2]
- 金崎霧子 - 八城まゆ[2]
- キャスパル - あご勇[2]
- ぷーさん - なべやかん[2]
- 小島太一 - 佐々木庸二[2]
- 戸塚恵介 - 小木宏誌[2]
- 西松枝 - 坪井渚紗[2]
- 東カオリ - 藤松宙愛[2]
- 安田四郎 - 古川貴大[2]
- 山田八郎 - 山田将司[2]
- 鹿島基樹 - 和久井茂文[2]
- 井手参次 - 財津力也[2]
- 長谷実 - 持田牛[2]
- 大熊吉照 - 堀田眞三[2]
- 長峰勝一 - なべおさみ[2]

### スタッフ
- 原作：中村啓「仁義なきギャル組長」（宝島社）[3]。
- 脚本：藤原良[3]
- 演出：田中優樹[3]
- 舞台監督・舞台美術：齊藤樹一郎[3]
- 照明：今中一成[3]
- 音響：中西進[3]
- 音楽：冷泉三区音響研究所[3]
- 衣装・スタイリスト：市原昌顕[3]
- ヘアメイク：ISINO[3]
- ビジュアル撮影：吉田裕之[3]
- 宣伝美術：中塚健仁[3]
- 演出助手：内山幸奈[3]
- 制作アシスタント：小林環蒔[3]
- プロデュース：麻生直希[3]
- 企画・製作：株式会社ジェイステイツ[3]
- 製作委員会：舞台 仁義なきギャル組長パートナーシップ、株式会社HIKE[3]